# Aischines (Athen)

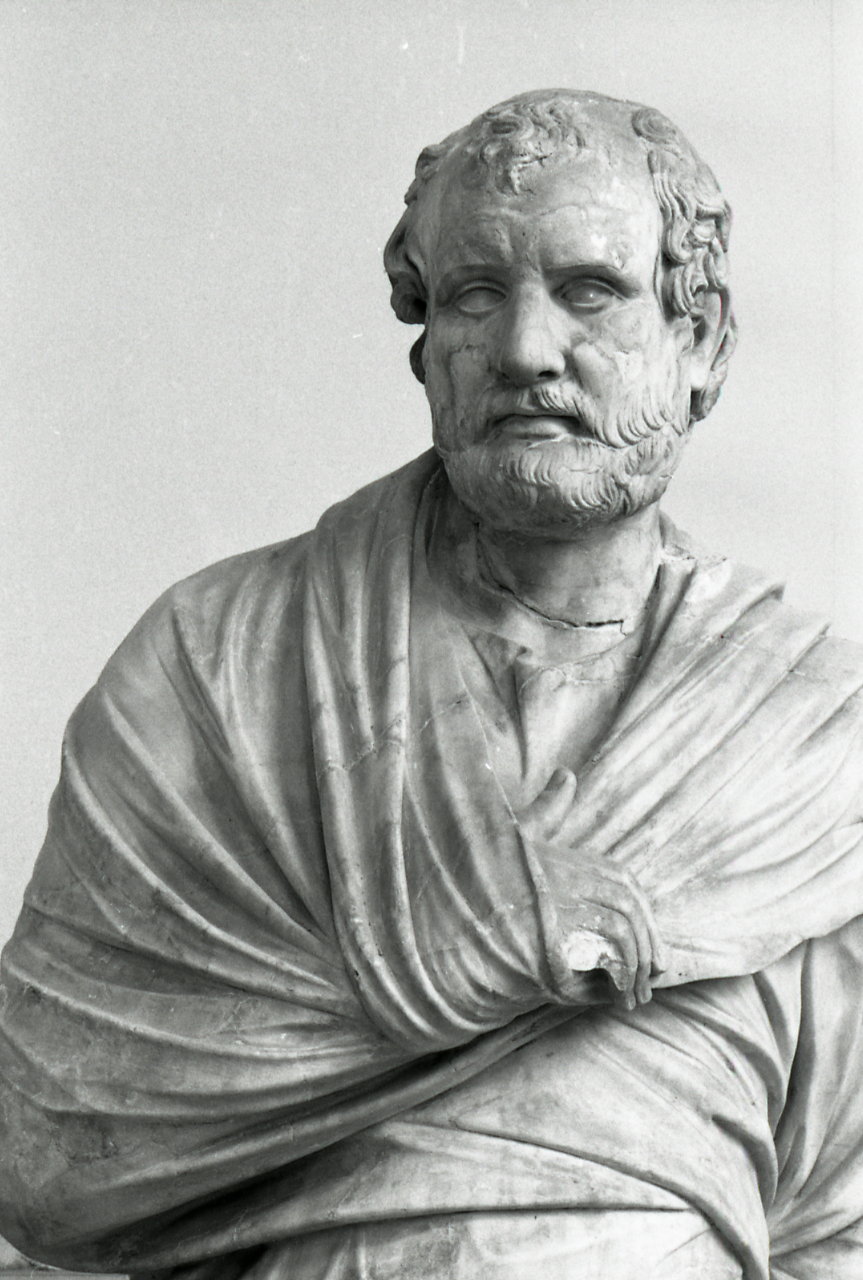
Statue von Aischines aus der Villa dei Papiri von Herculaneum, Archäologisches Nationalmuseum Neapel (Foto von Paolo Monti, 1969)

Aischines (altgriechisch Αἰσχίνης, Aischínēs; * 390/389 v. Chr.; † um 314 v. Chr.) war ein Redner und Politiker in Athen. Seine Rede Gegen Ktesiphon (3.) steht der Rede Für Ktesiphon (18. Rede, auch Kranzrede genannt), die Demosthenes als Erwiderung hielt und die lange als größte Rede der Antike hoch geschätzt wurde, an rednerischer Kraft kaum nach.

## Leben
Nach den nicht unbedingt vertrauenswürdigen Angaben des Demosthenes war er zeitweilig als Schauspieler und untergeordneter Schreiber tätig.
346 v. Chr. gehörte er mit Philokrates und Demosthenes der zehnköpfigen Athener Delegation an, die in Pella mit Philipp II. einen Friedensvertrag abschloss. Später wurde er deshalb von Demosthenes angeklagt (1. und 2. Rede). Von Demosthenes’ Gegnern war Aischines deshalb nicht der Wichtigste. Die eigentlichen Führer seiner Partei waren Eubulos und später Demades sowie der Stratege Phokion.
340 v. Chr. war Aischines Pylagoros, das heißt Athener Vertreter im Rat der Delphischen Amphiktyonie. In dieser Funktion war er mitverantwortlich für den Ausbruch des Vierten Heiligen Krieges, der später zur Niederlage der Allianz der griechischen Poleis gegen Makedonien in der bedeutenden Schlacht von Chaironeia führte.
330 v. Chr. trat er Demosthenes in einem Aufsehen erregenden Prozess gegenüber (3. Rede), in dem er dessen Freund Ktesiphon, wegen des angeblich gesetzwidrigen Antrags auf Verleihung eines Ehrenkranzes für Demosthenes, anklagte. Jedoch stimmten seiner Anklage nicht einmal 1/5 der Richter zu, so dass er eine Strafe zahlen musste und Athen verließ. Aischines soll nach Rhodos gegangen und dort Rhetorikunterricht erteilt haben.

## Werke
Von Aischines sind drei Reden erhalten. Zwölf unter seinem Namen überlieferte Briefe sind unecht. Ferner gibt es mehrere antike Lebensbeschreibungen.
Bei seinem ersten Angriff auf Aischines wegen der „Truggesandtschaft“ unterlief Demosthenes bei der Auswahl des Klägers ein Missgriff. Aischines gelang es in einer Gegenklage mit der Rede Gegen Timarchos (1), die Richter davon zu überzeugen, dass sich dieser in seiner Jugend prostituiert hatte. Diese Rede enthält sehr interessante Informationen über die Halbwelt des alten Athen. Zuletzt wird auch Demosthenes als Verführer junger Männer angegriffen.
Nach diesem Fehlschlag musste Demosthenes die Klage gegen Aischines selbst führen. Es sind beide Reden oder Redeentwürfe erhalten (Parapresbeia-Reden: Demosthenes 19. [als vermutlich aus dem Nachlass veröffentlichter unfertiger Entwurf], Aischines  Über die „Truggesandtschaft“ [2.])
Schließlich die Rede Gegen Ktesiphon (3.), eine großartige Abrechnung mit der Politik des Demosthenes.

## Bildnis
Etwa zwischen 322 und 307 v. Chr. wurde eine Portraitstatue des Redners aufgestellt. Sie ist in der abgebildeten römischen Kopie aus Herculaneum sowie weiteren Kopfrepliken überliefert. Diese Statue übersetzte den vom 20–30 Jahre älteren Sophokles (340 v. Chr.) bekannten Typus der Dichterstatue in den Bildhauerstil des ausgehenden 4. Jahrhunderts.
Wiederum etwa 30–40 Jahre später entstand die Statue des Demosthenes (280 v. Chr.), nun im Stil des Frühhellenismus.

## Textausgabe
- Eschine, Discours. Texte établi et traduit par Victor Martin et Guy de Budé (= Collection des Universités de France, Série grecque). 2 Bände. Les Belles Lettres, Paris 1927.
- Aeschinis Orationes, edidit Mervin R. Dilts (= Bibliotheca Teubneriana). B. G. Teubner, Stuttgart/Leipzig 1997.